# Amiaz Habtu

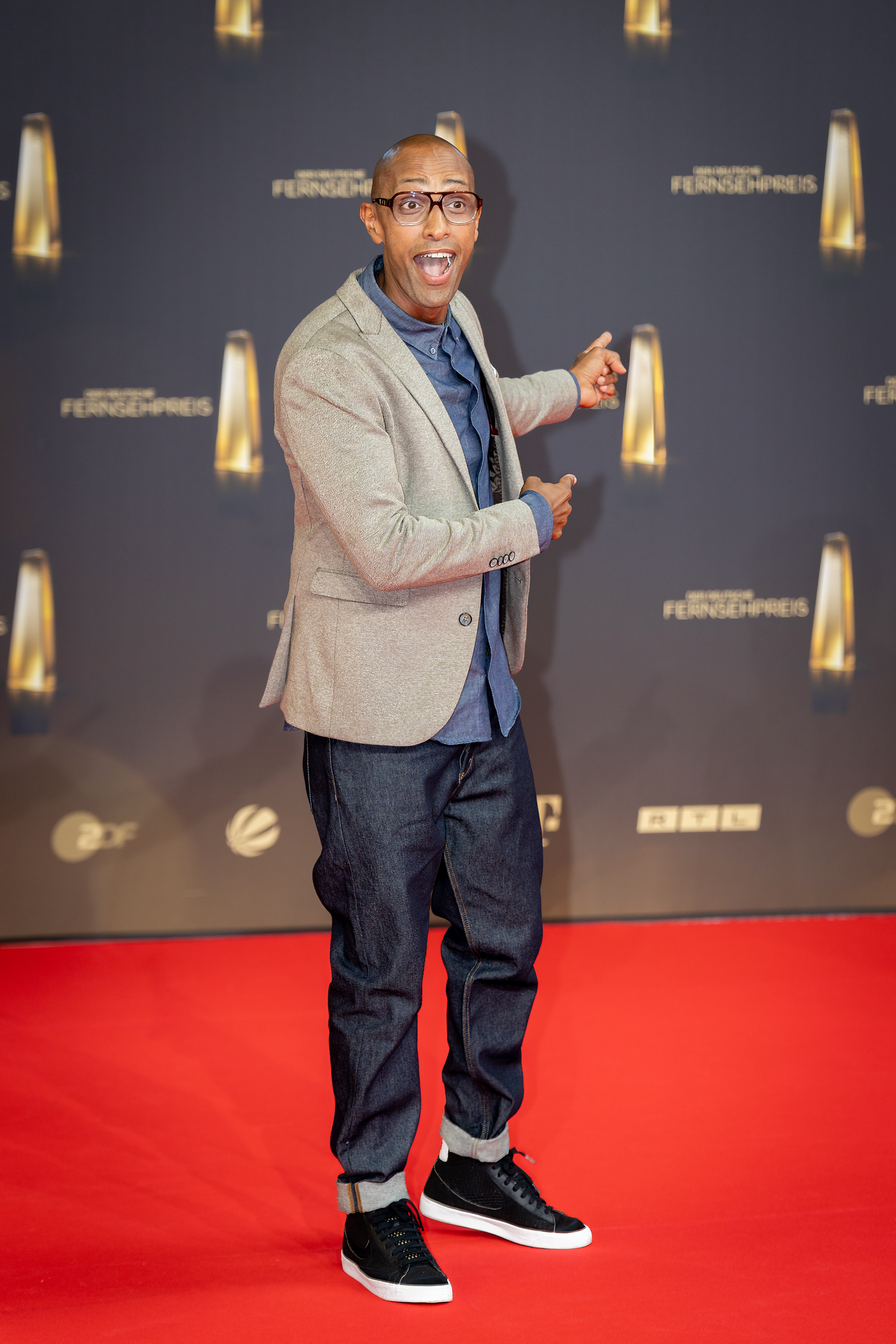
Amiaz Habtu beim Deutschen Fernsehpreis 2022

Ermias „Amiaz“ Habtu (* 13. August 1977 in Asmara, Äthiopien, heute Eritrea) ist ein deutsch-eritreischer Moderator und Rapper, der vor allem aus den VOX-Sendungen Wer weiß es, wer weiß es nicht? und Die Höhle der Löwen bekannt ist.

## Leben
1978 musste Habtus Vater mit seiner Frau und den drei Kindern aus politischen Gründen aus Äthiopien flüchten, da er in einer Untergrundorganisation tätig war; in Köln fand die Familie eine neue Heimat. Dort studierte Habtu Betriebswirtschaftslehre und schloss sein Studium als Diplom-Kaufmann ab. Seit 2009 ist er als Hallensprecher bei den Heimspielen der Basketball-Mannschaft der Düsseldorf Baskets tätig, ab 2001 war er dies bereits beim Team der Köln 99ers. Seit 2003 fungiert er als Moderator des Beko BBL All Star Days.
Erste Erfahrungen im Fernsehen machte Habtu zwischen 2004 und 2005 beim mittlerweile eingestellten Sender NBC Europe. Weitere Moderationen folgten u. a. bei iM1 und ZDFneo, wo er 2013 zusammen mit Jan Köppen das Reise- und Wissenschaftsmagazin Abgefahren präsentierte. Seine erste eigene Sendung, mit der er erstmals ein größeres Publikum erreichte, war das VOX-Straßenquiz Wer weiß es, wer weiß es nicht?, das mit Unterbrechungen von Dezember 2013 bis Ende August 2015 im Mittagsprogramm des Senders ausgestrahlt wurde. 2014 war er Teil des Anti-Rassismus-Projekts Der Rassist in uns, welches ebenfalls auf dem Spartenkanal ZDFneo gezeigt wurde. Seit dem 19. August 2014 führt Habtu durch die Gründer-Show Die Höhle der Löwen auf VOX, die 2016 den Deutschen Fernsehpreis in der Kategorie Bestes Factual Entertainment gewann und im Jahr 2017 erneut als einer von drei Anwärtern auf eine Auszeichnung in dieser Kategorie bekanntgegeben wurde. Zudem wurde die Sendung 2015 für den Grimme-Preis nominiert.
Des Weiteren moderierte Habtu von Januar 2016 bis Dezember 2021 das Boulevardmagazin Prominent! des Senders VOX im Wechsel mit Laura Dahm.
Im Dezember 2000 veröffentlichte Habtu unter seinem Künstlernamen Amiaz seine erste eigene Single mit dem Titel Once upon a Time (Mmm, Mmm, Mmm), die auf dem Lied Mmm, Mmm, Mmm der Crash Test Dummies aus dem Jahr 1993 basiert.
Außerdem ist Habtu seit vielen Jahren als Streckenkommentator beim Köln-Marathon tätig und animiert im Vorausfahrzeug die Zuschauer entlang der Strecke.

## Fernsehen
- 2004–2005: Mamboo TV (NBC Europe)
- 2008–2014: Streetsoul (iM1)
- 2013: Abgefahren (ZDF)
- 2013–2015: Wer weiß es, wer weiß es nicht? (VOX)
- 2014: Der Rassist in uns (ZDFneo)
- 2014–2015: Jetzt wird’s schräg (Sat.1)
- 2014: Grill den Henssler (VOX)
- seit 2014: Die Höhle der Löwen (VOX)
- 2016–2021: Prominent! (VOX)
- 2016: Das NRW-Duell (WDR Fernsehen)
- 2016: Der große Test by RTL II
- 2016: Oberaffengeil! (RTL II)
- 2016: Deutschland im Shopping-Fieber: Die Verkaufsschlager des Jahres! (RTL II)
- 2016: Leider Lustig (KiKA)
- 2016: Disney Magic Moments (Disney Channel)
- 2018: Was kann ich?! (RTL II)
- 2020: Buchstaben Battle (Sat.1)
- 2020: Grill den Henssler (VOX)
- 2021–2022: Let the music play – Das Hit Quiz (Sat.1)
- 2023: Charming Boys – Das große Wiedersehen (RTL+)
- seit 2021: Die leckerste Idee Deutschlands (VOX)

## Diskographie
Alben
- 2019: Von A bis Z

Singles
- 1998: Appreciation (mit Jelly & Fish & Tina Welzel)
- 2000: Once upon a Time (Mmm, Mmm, Mmm)
- 2008: Go Centurions
- 2008: Requiem: Live and Let Die (mit Racine)
- 2019: Hip-Hop
- 2019: A.M.I.A.Z